# Логиново (Волховский район)
Ло́гиново — деревня в Хваловском сельском поселении Волховского района Ленинградской области.

## История
Деревня Логинова упоминается на карте Санкт-Петербургской губернии Ф. Ф. Шуберта 1834 года.

ЛОГИНОВО — деревня принадлежит чиновнику 5 класса Виндомскому, число жителей по ревизии: 16 м. п., 18 ж. п.. (1838 год)

Деревня Логинова (Другой Двор) отмечена на карте Ф. Ф. Шуберта 1844 года.

ЛОГИНОВО — деревня господ Вындомской и Сахаровых, по просёлочной дороге, число дворов — 3, число душ — 13 м. п. (1856 год)

ЛОГИНОВО (ДРУГОЙ ДВОР) — деревня владельческая при колодце, число дворов — 5, число жителей: 14 м. п., 8 ж. п. (1862 год)

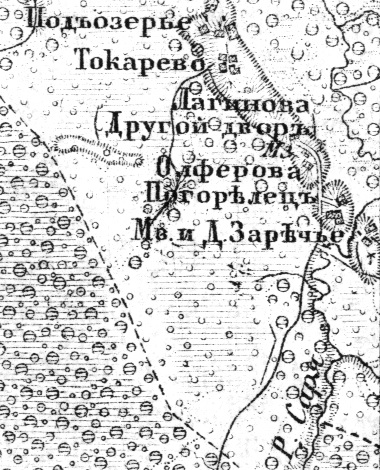
Деревня Логиново на карте 1872 года

Согласно карте Ф. Ф. Шуберта 1872 года деревня называлась Лагинова (Другой Двор).
Согласно епархиальным сведениям 1899 года деревня относилась к приходу Спасо-Преображенской церкви (ранее Николаевской, Николаевского Сясьского погоста) в селе Кусяги.
В конце XIX — начале XX века деревня административно относилась к Хваловской волости 2-го стана Новоладожского уезда Санкт-Петербургской губернии.
По данным «Памятной книжки Санкт-Петербургской губернии» за 1905 год деревня называлась Логиново и входила в Логиновское сельское общество.
Согласно военно-топографической карте Петроградской и Новгородской губерний издания 1915 года деревня называлась Лагинова (Другой Двор).
По данным 1933 года деревня Логиново входила в состав Урицкого сельсовета Волховского района.
По данным 1966, 1973 и 1990 годов деревня Логиново входила в состав Хваловского сельсовета.
В 1997 году в деревне Логиново Хваловской волости проживал 1 человек, в 2002 году — 5 человек (все русские).
В 2007 году в деревне Логиново Хваловского СП — 2 человека.

## География
Деревня расположена в юго-восточной части района на автодороге Дудачкино — Погорелец-Хваловский.
Расстояние до административного центра поселения — 17 км.
Расстояние до ближайшей железнодорожной станции Колчаново — 38 км.
Деревня находится близ правого берега реки Кусеги.

## Демография
| 1838 | 1862 | 1997 | 2007 | 2010 | 2017 |
| ---- | ---- | ---- | ---- | ---- | ---- |
| 34   | ↘22  | ↘1   | ↗2   | ↘0   | ↗2   |

Согласно данным Всероссийской переписи населения 2021 года постоянное население в деревне отсутствовало.